# العلاقات اليمنية الفرنسية
العلاقات اليمنية الفرنسية هي العلاقات الثنائية التي تجمع بين اليمن وفرنسا.

## مقارنة بين البلدين
هذه مقارنة عامة ومرجعية للدولتين:
| وجه المقارنة                                              | اليمن         | فرنسا                                                    |
| --------------------------------------------------------- | ------------- | -------------------------------------------------------- |
| المساحة (كم2)                                             | 555.00 ألف    | 643.80 ألف                                               |
| عدد السكان (نسمة)                                         | 28.25 مليون   | 67.12 مليون                                              |
| الكثافة السكانية (ن./كم²)                                 | 50.9          | 104.26                                                   |
| العاصمة                                                   | صنعاء، عدن    | باريس                                                    |
| اللغة الرسمية                                             | اللغة العربية | لغة فرنسية                                               |
| العملة                                                    | ريال يمني     | يورو، فرنك س ف ب، فرنك فرنسي، Livre tournois ‏            |
| الناتج المحلي الإجمالي (بليون دولار)                      | 18.21 مليار   | 2.58 تريليون                                             |
| الناتج المحلي الإجمالي (تعادل القوة الشرائية) بليون دولار | 75.69 مليار   | 2.87 تريليون                                             |
| الناتج المحلي الإجمالي الاسمي للفرد دولار أمريكي          | 1.41 ألف      | 36.20 ألف                                                |
| الناتج المحلي الإجمالي للفرد دولار أمريكي                 |               | 39.33 ألف                                                |
| مؤشر التنمية البشرية                                      | 0.498         | 0.888                                                    |
| رمز المكالمات الدولي                                      | +967          | +33                                                      |
| رمز الإنترنت                                              | .ye           | .fr، .bzh ‏، .tf، .re، .wf، .yt، .pm، .paris              |
| المنطقة الزمنية                                           | ت ع م+03:00   | أوروبا/باريس ‏، توقيت وسط أوروبا، توقيت وسط أوروبا الصيفي |

## منظمات دولية مشتركة
يشترك البلدان في عضوية مجموعة من المنظمات الدولية، منها:
| علم المنظمة | اسم المنظمة                               | تاريخ انضمام اليمن | تاريخ انضمام فرنسا |
| ----------- | ----------------------------------------- | ------------------ | ------------------ |
|             | يونسكو                                    | 2 أبريل 1962       | 4 نوفمبر 1946      |
|             | مؤسسة التمويل الدولية                     | 22 مايو 1970       | 20 يوليو 1956      |
|             | المركز الدولي لتسوية المنازعات الاستشارية | 20 نوفمبر 2004     | 20 سبتمبر 1967     |
|             | منظمة حظر الأسلحة الكيميائية              | ?                  | ?                  |
|             | مؤسسة التنمية الدولية                     | 22 مايو 1970       | 30 ديسمبر 1960     |
|             | وكالة ضمان الاستثمار متعدد الأطراف        | 12 مارس 1996       | 28 ديسمبر 1989     |
|             | الاتحاد البريدي العالمي                   | ?                  | ?                  |
|             | الاتحاد الدولي للاتصالات                  | 1931               | 1866               |
|             | منظمة الشرطة الجنائية الدولية             | ?                  | ?                  |
|             | الأمم المتحدة                             | 30 سبتمبر 1947     | 24 أكتوبر 1945     |
|             | البنك الدولي للإنشاء والتعمير             | 3 أكتوبر 1969      | 27 ديسمبر 1945     |

## أعلام
هذه قائمة لبعض الشخصيات التي تربطها علاقات بالبلدين:
- خديجة السلامي (1966[22] – )
- طال (12 ديسمبر 1989 – )
- عبد الوهاب المدب (كاتب فرنسي، 17 يناير 1946[23][24] – 6 نوفمبر 2014[24])

## وصلات خارجية
- موقع وزارة الخارجية الفرنسية